# Verlag Hans Schiler
Der Verlag Hans Schiler wurde im Jahr 2002 gegründet und hatte zunächst seinen Sitz in Berlin. Verleger ist Hans Schiler. Der Verlag ist aus dem 1977 gegründeten Verlag und der Versandbuchhandlung Das arabische Buch hervorgegangen, die ihren Sitz ebenfalls in Berlin hatten. Inzwischen firmiert der Verlag als Schiler & Mücke Verlag mit Sitz in Berlin und Tübingen.

## Programm
Einen Programmschwerpunkt des Verlages bilden arabische Belletristik in deutscher Übersetzung, zweisprachige arabisch-deutsche Lyrikbände sowie Sachbücher über den arabisch-islamischen Raum. Weitere regionale Schwerpunkte sind Kasachstan und Argentinien. Verlegt werden darüber hinaus Sachbücher über Migration, Islamwissenschaft, Ethnologie und Architektur in der Deutschen Demokratischen Republik.
Breiter bekannt wurde der damalige Verlag Das arabische Buch auch durch die kontrovers rezipierte philologische Studie Die Syro-Aramäische Lesart des Koran. Ein Beitrag zur Entschlüsselung der Koransprache von Christoph Luxenberg aus dem Jahr 2000.

## Autoren
Muchtar Äuesow,
Fadi Azzam,
Mohamed Choukri,
Alexandra Chreiteh,
Zehra Çırak,
Albert Cossery,
Mahmud Darwisch,
Hrant Dink,
Georg Elwert,
Michael Fisch,
Hajo Funke,
Ralph Ghadban,
Joumana Haddad,
Muhammad Kalisch,
Enes Karić,
Samir Kassir,
Rita el Khayat,
Christoph Luxenberg,
Hussain al-Mozany,
Jusuf Naoum,
Nursultan Nasarbajew,
Karl-Heinz Ohlig,
José F.A. Oliver,
Hasan Özdemir,
Gerd-Rüdiger Puin,
Martin Schäuble,
Georges Schehadé, Sabah Sanhouri,
Suleman Taufiq,
Ibn Warraq,
Stefan Weidner.